# NextGen Series 2012-2013
Navigation
Édition précédente Édition suivante
Les NextGen Series 2012-2013 sont la 2e édition du tournoi, réservé aux équipes de jeunes de moins de 19 ans. Ils ont lieu d'août 2012 à mars 2013.
La compétition est remportée par Aston Villa qui bat Chelsea en finale.

## Phase de groupes
Les quinze équipes fondatrices du tournoi sont de nouveau présentes pour l'édition de cette année — seul le FC Bâle ne s'est pas réinscrit pour cette édition —, ainsi que 8 nouvelles équipes plus une (qui remplace le FC Bâle) qui feront leur apparition :
| Groupe A                                             | Groupe B                                                | Groupe C                                 | Groupe D                                         | Groupe E                                          | Groupe F                                             |
| ---------------------------------------------------- | ------------------------------------------------------- | ---------------------------------------- | ------------------------------------------------ | ------------------------------------------------- | ---------------------------------------------------- |
| FC Barcelone Tottenham Hotspur Anderlecht Wolfsbourg | Manchester City Juventus Paris Saint-Germain Fenerbahçe | Chelsea Ajax Amsterdam CSKA Moscou Molde | Arsenal Athletic Bilbao Ol. Marseille Olympiakos | Liverpool Borussia Dortmund Inter Milan Rosenborg | Sporting CP Celtic Glasgow Aston Villa PSV Eindhoven |

## Phase à élimination directe

### Équipes qualifiées
- Ajax Amsterdam
- Aston Villa FC
- Paris Saint-Germain
- Tottenham Hotspur
- FC Barcelone
- Chelsea FC
- Sporting CP
- Liverpool FC
- CSKA Moscou
- PSV Eindhoven
- Olympiakos
- Anderlecht
- Inter Milan
- Arsenal FC
- Juventus
- Rosenborg

### Huitièmes de finale
| 19 février 2013 | Ajax Amsterdam | 1 – 2 | Aston Villa FC          | De Toekomst, Ouder-Amstel |  |
| 19h00           | Anderson 14e   |       | Drennan 35e · Lewis 64e |                           |  |
| 19h00           | Rapport        |       |                         |                           |  |

| 20 février 2013 | Paris Saint-Germain | 1 - 1 a. p. | Tottenham Hotspur | Camp des Loges, Saint-Germain-en-Laye |                              |
| 17h00           | Sainrimat 65e       |             | Coulthirst 34e    | Arbitrage : Paiva De Almeida          | Arbitrage : Paiva De Almeida |
| 17h00           | Rapport             |             |                   | Arbitrage : Paiva De Almeida          | Arbitrage : Paiva De Almeida |
| 17h00           | Tirs au but 3 – 4   |             |                   | Arbitrage : Paiva De Almeida          | Arbitrage : Paiva De Almeida |

| 20 février 2013 | FC Barcelone | 0 - 2 | Chelsea FC           | Mini Estadi, Barcelone |  |
| 18h00           |              |       | Feruz 43e · Boga 90e |                        |  |
| 18h00           | Rapport      |       |                      |                        |  |

| 20 février 2013 | Sporting CP                                                | 4 - 0 | Liverpool FC | Estádio José Alvalade XXI, Lisbonne |  |
| 20h00           | Carlos Mané 12e 24e · João Palhinha 70e · Wilson Jancó 90e |       |              |                                     |  |
| 20h00           | Rapport                                                    |       |              |                                     |  |

| 27 février 2013 | CSKA Moscou                        | 3 - 0 | PSV Eindhoven | Akdeniz Stadium |  |
| 18h00           | Bazelyuk 11e 22e · Georgievsky 68e |       |               |                 |  |
| 18h00           | Rapport                            |       |               |                 |  |

| 28 février 2013 | Olympiakos               | 2 - 1 | Anderlecht     | Stade Karaïskaki, Le Pirée |  |
| 19h00           | Ioannidis 21e 53e (pen.) |       | Acheampong 46e |                            |  |
| 19h00           | Rapport                  |       |                |                            |  |

| 6 mars 2013 | Inter Milan | 0 - 1 | Arsenal FC   | Centre Sportif Facchetti |  |
| 19h00       |             |       | Yennaris 69e |                          |  |
| 19h00       | Rapport     |       |              |                          |  |

| 7 mars 2013 | Juventus     | 1 - 0 | Rosenborg | Alessandria |  |
| 20h30       | Beltrame 29e |       |           |             |  |
| 20h30       | Rapport      |       |           |             |  |

### Quarts de finale
| 17 mars 2013 | Chelsea FC                              | 4 - 1 | Juventus   | Griffin Park, Londres |  |
| 13h30        | Kiwomya 11e · Baker 13e 89e · Feruz 83e |       | Rugani 72e |                       |  |
| 13h30        | Rapport                                 |       |            |                       |  |

| 20 mars 2013 | Aston Villa FC | 1 − 0 | Olympiakos | Villa Park, Birmingham |  |
| 20h00        | Burke 11e      |       |            |                        |  |
| 20h00        | Rapport        |       |            |                        |  |

| 20 mars 2013 | Tottenham Hotspur                            | 3 - 5 a. p. | Sporting CP                                                   | Brisbane Road, Londres |  |
| 20h00        | Oduwa 8e · Dombaxe 81e (pen.) · Percil 90+3e |             | Betinho 6e 17e · Semedo 64e (pen.) · Guedes 96e · Fokobo 104e |                        |  |
| 20h00        | Rapport                                      |             |                                                               |                        |  |

| 25 mars 2013 | Arsenal FC | 1 - 0 | CSKA Moscou | Emirates Stadium, Londres |  |
| 20h00        | Gnabry 56e |       |             |                           |  |
| 20h00        | Rapport    |       |             |                           |  |

### Demi-finales
| 29 mars 2013 | Chelsea FC                            | 4 - 3 a. p. | Arsenal FC                 | Stadio Giuseppe Sinigaglia, Côme |  |
| 15h00        | Feruz 53e · Baker 61e 116e · Boga 65e |             | Akpom 16e 87e · Gnabry 90e |                                  |  |
| 15h00        | Rapport                               |             |                            |                                  |  |

| 29 mars 2013 | Aston Villa FC | 3-1 a. p. | Sporting CP | Stadio Giuseppe Sinigaglia, Côme |
| 20h00        |                |           |             |                                  |

### Match pour la3eplace
| 31 mars 2013 | Arsenal FC | 1-3 | Sporting CP | Stadio Giuseppe Sinigaglia, Côme |  |
|              |            |     |             |                                  |  |

### Finale
| 1er avril 2013 | Chelsea FC | 0-2 | Aston Villa FC | Stadio Giuseppe Sinigaglia, Côme |  |
| 18h00          |            |     | Burke 49e 90e  |                                  |  |